# Rozonda Thomas
Rozonda Ocelean Thomas (Atlanta, 1971. február 27.), más néven Chilli amerikai R&B-énekes, színésznő, a TLC együttes tagja.

## Élete
Atlantában született, apja, Abdul Ali kelet-indiai származású, anyja, Ava Thomas afroamerikai és indián. Rozonda a B. E. Mays High Schoolba járt, itt érettségizett. Anyja nevelte fel, apjával 1996-ban találkozott először, a Sally Jessy Raphael televíziós talkshow keretén belül.

## Zenei pályafutása

### TLC
Thomas eredetileg Damian Dame háttértáncosa volt. 1991-ben lépett be a TLC-be Crystal Jones alapító tag helyére; ekkor kapta a Chilli becenevet, hogy az együttes megtarthassa a TLC nevet, ami a tagok nevének kezdőbetűiből állt össze. Az együttes az 1990-es évek egyik legsikeresebb R&B-csapata lettm világszerte több mint 40 millió albumot adtak el. Az együttes egyik tagjának, Lisa „Left Eye” Lopesnek a halála óta (2002) Thomas és Tionne „T-Boz” Watkins időnként duóként lépnek fel. 2009-ben több koncertet is adtak, jelenleg új albumot terveznek, esetleg turnéra is sor kerül.

### Szólókarrier
Chilli 2001-ben kezdett szólóalbumán dolgozni, miután befejezték a TLC harmadik albuma, a FanMail reklámozását, de félbehagyta a munkát az albumon, amikor dolgozni kezdtek a TLC negyedik albumán, a 3D-n. 2006-ban elterjedt a szóbeszéd, hogy négy albumra szóló szerződést kötött Akon énekes-rapper kiadójával, a Kon Live Distributionnel, de Chilli tagadta a híresztelést, majd kijelentette, hogy más kiadók ajánlatait már fontolgatja. Az album címe Bi-Polar lesz, de még nem tudni, mikor jelenik meg. Feltételezték, hogy dolgozik rajta Missy Elliott, T-Pain és Christopher „Tricky” Stewart. 2006 és 2008 közt az album több dala is kiszivárgott, 2006 tavaszán a T-Bozzal közösen felvett Gameproof, 2007. február 16-án pedig a Straight Jack, melyen közreműködik Missy Elliott, producere pedig Polow da Don. A dal Németországban felkerült a Deutsche Black Chart slágerlistára, a 35. helyre. 2008. április elején hivatalosan is megjelent Chilli első szóló kislemeze, a Dumb, Dumb, Dumb.

## Film & televízió
Thomas több televíziós sorozatban is szerepelt (The Parkers, That 70s Show, Living Single (as TLC), Strong Medicine.) 1997-ben kisebb szerepet kapott a Hav Plenty című filmben. 2000-ben szerepelt három televíziós filmben is: A Diva's Christmas Carol; Love Song (Monicával); Snow Day) 2001-ben a Ticker című akciófilm egyik főszereplője volt.
2009 júniusában a VH1 bejelentette, hogy Chilli saját valóságshow-t kap. A What Chilli Wants (Amit Chilli akar) című műsor első epizódját 2010. április 11-én mutatták be.

## Magánélete
Chilli húszévesen teherbe esett, de elvetette a gyermeket; a What Chilli Wants egyik adásában kijelentette, hogy már megbánta. Dallas Austin producerrel folytatott kapcsolatából egy fia született, Tron. Hosszabb kapcsolata volt Usher Raymond énekessel is, akinek U Got It Bad című videóklipjében szerepelt. 2004 januárjában szakítottak. Szakítása óta Chillit híre hozták Floyd Mayweatherrel és T.J. Holmesszel, a CNN bemondójával. Bags by Chilli néven táskakollekciót is kiadott.

## Diszkográfia
Lásd még: TLC-diszkográfia
Szólóalbumok
- Bi-Polar (2010)

Szólókislemezek
- Dumb Dumb Dumb (2010)